# 日本放射線影響学会
日本放射線影響学会（にほんほうしゃせんえいきょうがっかい、英: The Japan Radiation Research Society、略称 JRRS）は、日本の学術研究団体。目的は、放射線の人体と環境に与える影響およびこれに関する諸科学の進歩に寄与し、研究者の連絡と協力を図る、としている。

## 概要
1959年、初代会長の都築正男らを中心として、日本国内における放射線研究の団体として設立された。以降、放射線の生体への影響を解明するために、医学・生物学だけでなく、化学、物理学、環境科学、疫学などを包括する学際的な性格を有した。

## 主な活動
日本放射線影響学会の主な活動は次の通り：
- 年1回総会の開催
- 研究成果を発表するための年1回の大会開催
- その他講演会，シンポジウムなどの会合の開催
- 研究成果発表のための会誌Journal of Radiation Researchの発行
- 国内および諸外国の関係学術団体および国際団体との連携活動